# Szociáldemokrata Párt (Tajvan)
A Szociáldemokrata Párt (egyszerűsített kínai: 社会民主党, hagyományos kínai: 社會民主黨, pinjin: Shèhuì Mínzhǔ Dǎng; rövidítése: SDP) saját magát szociáldemokratának valló politikai párt Tajvanban. 2015. március 29-én jött létre.

## Politikai nézetei
- Hivatalosan a függetlenséget támogatja.
- Halálbüntetés eltörlése.
- Azonos neműek házasságának bevezetése.[1]